# Renchen
Renchen är en stad i Ortenaukreis i regionen Südlicher Oberrhein i Regierungsbezirk Freiburg i förbundslandet Baden-Württemberg i Tyskland.
Staden ingår i kommunalförbundet Oberkirch tillsammans med staden Oberkirch och kommunen Lautenbach.